# Brechmorhoga latialata
Brechmorhoga latialata is een libellensoort uit de familie van de korenbouten (Libellulidae), onderorde echte libellen (Anisoptera).
De wetenschappelijke naam Brechmorhoga latialata is voor het eerst geldig gepubliceerd in 1999 door González.